# Shut Up Chicken
«Shut Up Chicken» — сингл диджея El Capon. Он был выпущен 10 января 2020 на лейблах Jo&Co и Kontor Records. Сингл был написан Basshunter, Claydee, Томасом Жюлем и Илкеем Сенканом. «Shut Up Chicken» был написан во время письменной сессии лейбла PowerHouse в Дубае. «Shut Up Chicken» получил поддержку от Дэвида Гетты, Lost Frequencies, Hardwell и других артистов.

## Исполнение
El Capon исполнил песню на телевизионной игре Les Douze Coups de midi и музыкальной телепрограмме La Chanson de l'année на общефранцузском канале TF1.

## Музыкальное видео
Музыкальное видео для сингла было снято Фабрисом Беготти и было опубликовано на Vevo-канале El Capon 10 января 2020.

## Список композиций
| №  | Название                       | Длительность |
| -- | ------------------------------ | ------------ |
| 1. | «Shut Up Chicken» (Radio Edit) | 2:30         |

| №  | Название                                  | Длительность |
| -- | ----------------------------------------- | ------------ |
| 1. | «Shut Up Chicken» (Laureano Remix)        | 2:47         |
| 2. | «Shut Up Chicken» (Antrox Remix)          | 2:58         |
| 3. | «Shut Up Chicken» (Benji of Sweden Remix) | 3:36         |
| 4. | «Shut Up Chicken» (Just Ben Remix)        | 3:30         |
| 5. | «Shut Up Chicken» (Extended Mix)          | 4:38         |

## Творческая группа

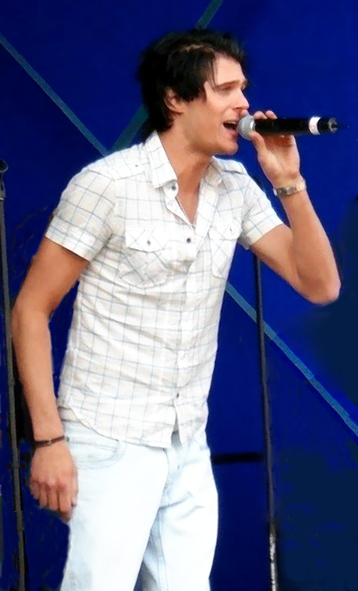
Basshunter является одним из авторов «Shut Up Chicken».

- El Capon — продюсер
- Basshunter — автор песни
- Claydee — автор песни
- Томас Жюль — автор песни
- Илкей Сенкан — автор песни

## Чарты
| Чарт (2020)                                | Высшая позиция |
| ------------------------------------------ | -------------- |
| Бельгия/Валлония (Ultratip Bubbling Under) | 22             |
| Франция (Classement Radio)                 | 59             |
| Польша (Airplay — Top)                     | 37             |
| Россия (Top City & Country Radio Hits)     | 9              |
| Россия (Moscow Radio Hits)                 | 3              |
| Россия (Zvooq.online)                      | 5              |
| Shazam                                     | 2              |
| Россия (ТНТ Music)                         | 1              |
| Россия (МУЗ-ТВ)                            | 1              |